# Mickey Mansell
Michael „Mickey“ Mansell (* 31. August 1973 in Dungannon) ist ein nordirischer Dartspieler.

## Karriere
In seinem ersten Jahr bei der Professional Darts Corporation (PDC) gewann er die Tom Kirby Memorial Trophy und bekam dadurch einen Startplatz für die PDC-Weltmeisterschaft 2011. Er verlor allerdings in der Vorrunde 4:0 gegen Preston Ridd.
2012 trat er zusammen mit Brendan Dolan für Nordirland beim World Cup of Darts an. Sie erreichten das Viertelfinale, nach einem Sieg über Dänemark. Im Viertelfinale verloren die beiden 4:0 gegen die Niederlande.
2014 gewann er zum ersten Mal ein Spiel beim World Grand Prix. Mansell unterlag im Achtelfinale allerdings Gary Anderson mit 3:1.
2015 qualifizierte sich Mansell zum dritten Mal für die PDC-Weltmeisterschaft. Er spielte in der 1. Runde gegen Kim Huybrechts und verlor 3:0. 2015 spielte er ebenfalls den World Cup of Darts. Er erreichte wie 2012 das Viertelfinale, wieder gegen die Niederlande. Dolan unterlag Michael van Gerwen, aber Mansell konnte Raymond van Barneveld besiegen und so kam es zu einem entscheidenden Doppelmatch. Dies verlor Nordirland 4:0.
Bei den Players Championships 2021 spielte er beim Players Championship 8 gegen Jamie Hughes und beim Players Championship 29 gegen Krzysztof Kciuk einen Neundarter. Er verlor jedoch zum Ende der Saison seine Tour Card. Diese gewann er bei der Q-School 2022 jedoch direkt wieder zurück. Bei den Players Championships 2024 spielte er am 12. Februar 2024 im Zweitrundenmatch gegen Krzysztof Ratajski einen Neundarter. Später im Jahr schaffte er die Qualifikation zum Grand Slam of Darts 2024 und besiegte dabei unter anderem Gerwyn Price. Im Turnier selbst konnte er ebenfalls überraschen und sich bis ins Halbfinale vorspielen.

## Weltmeisterschaftsresultate
- 2011: Vorrunde (0:4-Niederlage gegen  Preston Ridd)
- 2013: 1. Runde (0:3-Niederlage gegen  Phil Taylor)
- 2015: 1. Runde (0:3-Niederlage gegen  Kim Huybrechts)
- 2019: 1. Runde (1:3-Niederlage gegen  Jim Long)
- 2020: 1. Runde (0:3-Niederlage gegen  Seigo Asada)
- 2021: 2. Runde (1:3-Niederlage gegen  Ricky Evans)
- 2023: 2. Runde (0:3-Niederlage gegen  Peter Wright)
- 2024: 2. Runde (2:3-Niederlage gegen  Brendan Dolan)
- 2025: 2. Runde (2:3-Niederlage gegen  Jonny Clayton)

## Turnierergebnisse
| Turnier                                    | 2006               | 2007               | 2008               | 2009                           | 2010                           | 2011                           | 2012                           | 2013                           | 2014                           | 2015                           | 2016                           | 2017                           | 2018                           | 2019                           | 2020                           | 2021                           | 2022                           | 2023                           | 2024                           | 2025                           |
| ------------------------------------------ | ------------------ | ------------------ | ------------------ | ------------------------------ | ------------------------------ | ------------------------------ | ------------------------------ | ------------------------------ | ------------------------------ | ------------------------------ | ------------------------------ | ------------------------------ | ------------------------------ | ------------------------------ | ------------------------------ | ------------------------------ | ------------------------------ | ------------------------------ | ------------------------------ | ------------------------------ |
| BDO-Major-Turniere                         |                    |                    |                    |                                |                                |                                |                                |                                |                                |                                |                                |                                |                                |                                |                                |                                |                                |                                |                                |                                |
| World Masters                              | 2R                 | n/t                | 1R                 | n/t                            | 1R                             | nicht teilgenommen             | nicht teilgenommen             | nicht teilgenommen             | nicht teilgenommen             | nicht teilgenommen             | nicht teilgenommen             | nicht teilgenommen             | nicht teilgenommen             | nicht teilgenommen             | n/a                            | Verband insolvent              | Verband insolvent              | Verband insolvent              | Verband insolvent              | Verband insolvent              |
| WDF-Platin-/Major-Turniere                 |                    |                    |                    |                                |                                |                                |                                |                                |                                |                                |                                |                                |                                |                                |                                |                                |                                |                                |                                |                                |
| WDF Europe Cup                             | n/t                | n/a                | n/t                | n/a                            | 2R                             | n/a                            | n/t                            | n/a                            | n/t                            | n/a                            | n/t                            | n/a                            | n/t                            | n/a                            | n/t                            | n/a                            | n/t                            | n/a                            | n/t                            | n/a                            |
| PDC-Ranking-Turniere                       |                    |                    |                    |                                |                                |                                |                                |                                |                                |                                |                                |                                |                                |                                |                                |                                |                                |                                |                                |                                |
| Weltmeisterschaft                          | nicht teilgenommen | nicht teilgenommen | nicht teilgenommen | nicht teilgenommen             | nicht teilgenommen             | VR                             | n/q                            | 1R                             | n/q                            | 1R                             | nicht qualifiziert             | nicht qualifiziert             | nicht qualifiziert             | 1R                             | 1R                             | 1R                             | n/q                            | 2R                             | 2R                             | 2R                             |
| World Masters                              | nicht ausgetragen  | nicht ausgetragen  | nicht ausgetragen  | nicht ausgetragen              | nicht ausgetragen              | nicht ausgetragen              | nicht ausgetragen              | nicht ausgetragen              | nicht ausgetragen              | nicht ausgetragen              | nicht ausgetragen              | nicht ausgetragen              | nicht ausgetragen              | nicht ausgetragen              | nicht ausgetragen              | nicht ausgetragen              | nicht ausgetragen              | nicht ausgetragen              | nicht ausgetragen              | VR                             |
| UK Open                                    | nicht teilgenommen | nicht teilgenommen | nicht teilgenommen | nicht teilgenommen             | nicht teilgenommen             | 3R                             | 3R                             | 4R                             | 3R                             | nicht qualifiziert             | nicht qualifiziert             | nicht qualifiziert             | 1R                             | 5R                             | 3R                             | 3R                             | 1R                             | 3R                             | 4R                             | 3R                             |
| Grand Slam of Darts                        | n/a                | nicht qualifiziert | nicht qualifiziert | nicht qualifiziert             | nicht qualifiziert             | nicht qualifiziert             | nicht qualifiziert             | nicht qualifiziert             | nicht qualifiziert             | nicht qualifiziert             | nicht qualifiziert             | nicht qualifiziert             | nicht qualifiziert             | nicht qualifiziert             | nicht qualifiziert             | nicht qualifiziert             | nicht qualifiziert             | nicht qualifiziert             | HF                             |                                |
| Players Championship Finals                | nicht ausgetragen  | nicht ausgetragen  | nicht ausgetragen  | n/t                            | nicht qualifiziert             | nicht qualifiziert             | nicht qualifiziert             | nicht qualifiziert             | nicht qualifiziert             | nicht qualifiziert             | 1R                             | 2R                             | 1R                             | 1R                             | 1R                             | n/q                            | 1R                             | 1R                             | n/q                            |                                |
| PDC-Turniere ohne Einfluss auf das Ranking |                    |                    |                    |                                |                                |                                |                                |                                |                                |                                |                                |                                |                                |                                |                                |                                |                                |                                |                                |                                |
| World Cup of Darts                         | nicht ausgetragen  | nicht ausgetragen  | nicht ausgetragen  | nicht ausgetragen              | n/t                            | n/a                            | VF                             | AF                             | HF                             | VF                             | nicht teilgenommen             | nicht teilgenommen             | nicht teilgenommen             | nicht teilgenommen             | nicht teilgenommen             | nicht teilgenommen             | nicht teilgenommen             | nicht teilgenommen             | nicht teilgenommen             | nicht teilgenommen             |
| Karrierestatistiken                        |                    |                    |                    |                                |                                |                                |                                |                                |                                |                                |                                |                                |                                |                                |                                |                                |                                |                                |                                |                                |
| Jahresendplatzierung                       | ?                  | –                  | ?                  | 269                            | 149                            | 87                             | 57                             | 41                             | 42                             | 50                             | 62                             | 95                             | 63                             | 62                             | 59                             | 57                             | 88                             | 64                             | 42                             |                                |
| Verband                                    | BDO                | –                  | BDO                | Professional Darts Corporation | Professional Darts Corporation | Professional Darts Corporation | Professional Darts Corporation | Professional Darts Corporation | Professional Darts Corporation | Professional Darts Corporation | Professional Darts Corporation | Professional Darts Corporation | Professional Darts Corporation | Professional Darts Corporation | Professional Darts Corporation | Professional Darts Corporation | Professional Darts Corporation | Professional Darts Corporation | Professional Darts Corporation | Professional Darts Corporation |

| Legende zu den Turnierergebnissen | Legende zu den Turnierergebnissen | Legende zu den Turnierergebnissen | Legende zu den Turnierergebnissen | Legende zu den Turnierergebnissen | Legende zu den Turnierergebnissen | Legende zu den Turnierergebnissen | Legende zu den Turnierergebnissen | Legende zu den Turnierergebnissen | Legende zu den Turnierergebnissen |
| --------------------------------- | --------------------------------- | --------------------------------- | --------------------------------- | --------------------------------- | --------------------------------- | --------------------------------- | --------------------------------- | --------------------------------- | --------------------------------- |
| n/t                               | nicht teilgenommen                | n/q                               | nicht qualifiziert                | n/a                               | nicht ausgetragen                 | #R                                | Aus in jeweiliger Runde           | GP                                | Aus in der Gruppenphase           |
| AF                                | Achtelfinalist                    | VF                                | Viertelfinalist                   | HF                                | Halbfinalist                      | F                                 | Turnierfinalist                   | S                                 | Turniersieger                     |

## Titel

### PDC
- Pro Tour
  - Players Championships
    - Players Championships 2018: 8
- Weitere
  - 2010: Tom Kirby Memorial Trophy